# Cmentarz wojenny nr 288 – Charzewice
Cmentarz wojenny nr 288 – Charzewice – austriacki cmentarz wojenny z okresu I wojny światowej wybudowany przez Oddział Grobów Wojennych C. i K. Komendantury Wojskowej w Krakowie na terenie jego okręgu VIII Brzesko.
Znajduje się w północno-wschodniej części miejscowości Charzewice położonej w gminie Zakliczyn województwa małopolskiego. 
Niewielka nekropolia, o powierzchni ok. 1 ara, położona jest na skraju lasu, przy polnej drodze. Otoczona jest wysokimi betonowymi słupkami (z sześciu pozostało pięć), kiedyś połączonymi łańcuchami. Pomnikiem centralnym jest, stojący na cokole z kamiennych kostek, betonowy równoramienny krzyż.
Na cmentarzu pochowano, w jednym zbiorowym grobie, 29 żołnierzy armii austro-węgierskiej. Nie są znane ich nazwiska. Polegli w listopadzie 1914 roku. Cmentarz projektował Robert Motka.
W odległości ok. 200 metrów na południowy wschód znajduje się bliźniacza nekropolia, cmentarz wojenny nr 289.